# Lygropia prognealis
Lygropia prognealis là một loài bướm đêm trong họ Crambidae.